# نوزادکشی (جانورشناسی)

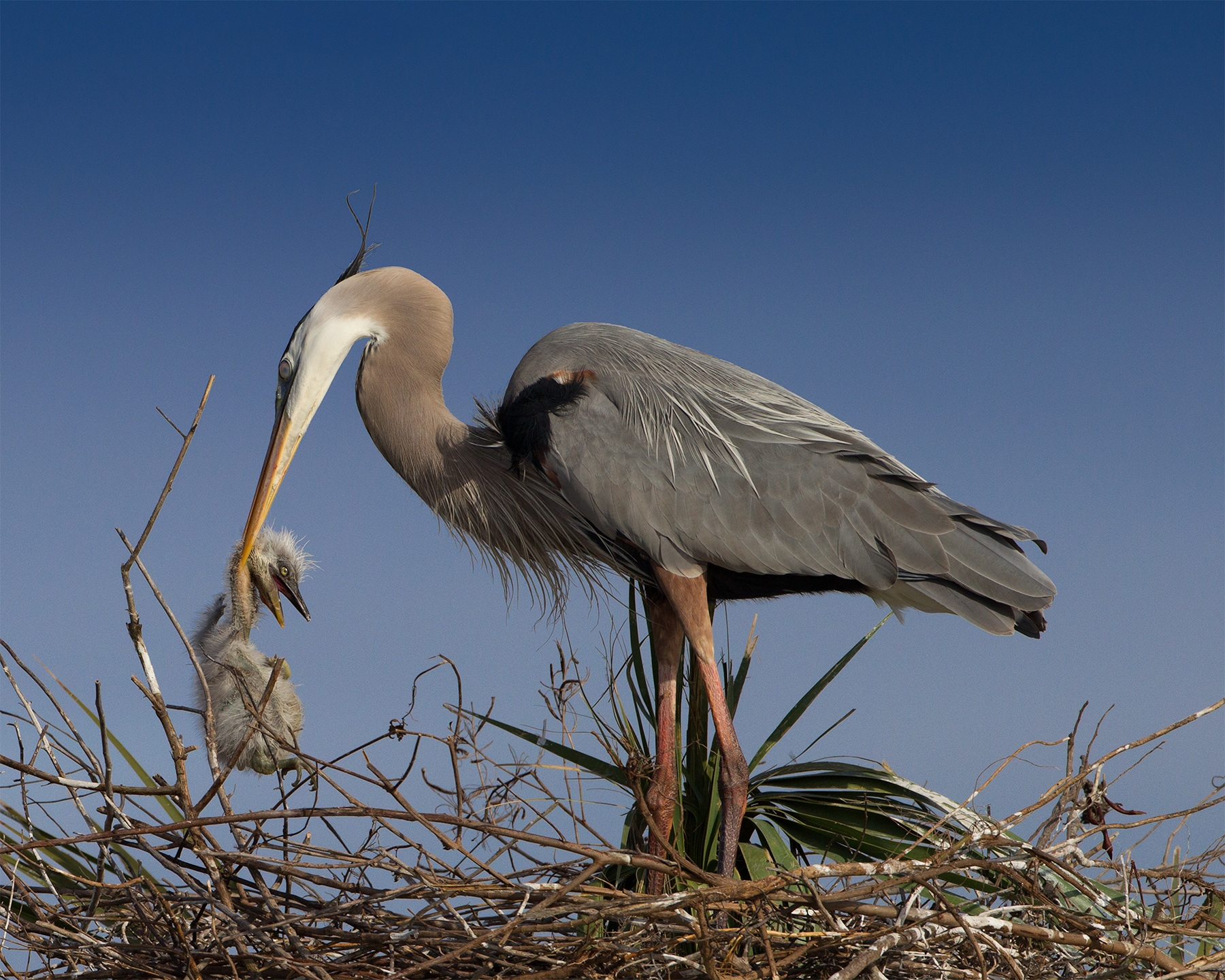
نوزادکشی در میان پرندگان

نوزادکشی (به انگلیسی: Infanticide)، به کشته شدن نوزادان توسط جانوران بالغ هم گونه گفته می‌شود. نوزادکشی در بسیاری از گونه‌های گوناگون جانوران دیده شده است که دربرگیرنده :حشره‌ها ،ماهی‌ها ،دوزیستان ،پرندگان و پستانداران می‌شود و توسط هردو جنس نر و ماده انجام می‌شود.

## نوزادها به عنوان خوراک
دیده شده است که خرس‌های ماده ،گربه‌سانان ،نخستی سانان و در بسیاری از گونه‌های جوندگان نوزادهای خود را کشته و می‌خورند.

## پستانداران
زمانی که پستانداران ماده نوزاد خود را به دنیا می‌آورند، باید شیر دادن به نوزاد را آغاز کنند، چیزی که آن‌ها درصورتی می‌توانند انجام دهند که نوزادهایشان تندرست باشند. برای مثال یک خرس ماده ممکن است در حیات وحش توله‌هایی ناسالم یا غیرعادی داشته باشد یا حتی نتواند به اندازه کافی خوراک برای خوردن پیدا کند، آن‌گاه معمولاً توله‌هایش را می‌کشد و می‌خورد. هچنین شیر و سگ وحشی در چنین شرایطی هم این کار انجام می‌دهند. اگر از توله‌های این پستانداران بمیرد، آن‌گاه به احتمال زیاد آن را می‌خورند که به گفته یک زیست‌شناس با این کار چیزی گندیده و پوسیده در لانه نمی‌ماند که شکارچیان را تحریک کند.
تا پیش از دهه ۱۹۷۰ نوزاد کشی به عنوان یک امر آسیب‌شناسی شناخته می‌شد اما همین اتفاق امروزه به عنوان بخشی از راهبرد (استراتژی) تولید مثل جانور شناخته می‌شود. شیرهای نر بهترین نمونه از این نوع کشتن هستند. هنگامی که یک شیر نر، شیر نر دیگری را شکست می‌دهد، آن‌گاه به سراغ بچه‌های آن شیر می‌رود و آن‌ها را به سرعت می‌کشد به خصوص آنهایی که نوزادند سپس شیر ماده به سرعت با شیر نری که توله‌هایش را کشته است آمیزش می‌کند.

## کپی‌ها
بونوبوهای نر جزو انگشت شمار کپی‌هایی است که دیده نشده که نوزادان را بکشند. بونوبوها در محیطشان با هر بونوبوی دیگری آمیزش می‌کنند؛ بنابراین، نرها نمی‌توانند تشخیص دهند که کدام‌یک از بچه‌ها بچه واقعی‌شان است. این یک راهبرد مشترک در جانوران ماده برای گیج کردن نرها است که کدام بچه‌ها (اگر داشته باشند) از آن کدام پدرشان هستند.